# Ematurga pseudoglareata
Ematurga pseudoglareata är en fjärilsart som beskrevs av Otto Staudinger 1920. Ematurga pseudoglareata ingår i släktet Ematurga och familjen mätare. Inga underarter finns listade i Catalogue of Life.